# Neil Kilkenny
Neil Kilkenny (ur. 19 grudnia 1985 w Enfield) – australijski piłkarz występujący na pozycji środkowego pomocnika. Zawodnik Perth Glory.

## Kariera klubowa
Neil Kilkenny do 2004 roku trenował w młodzieżowej drużynie Arsenalu. Zawodową karierę rozpoczynał w styczniu w Birmingham City. 18 listopada 2004 został wypożyczony do drużyny Oldham Athletic, a następnie został wybrany najlepszym piłkarzem młodego pokolenia. W Birmingham City Kilkenny zadebiutował 20 września 2005 roku w meczu Pucharu Ligi Angielskiej ze Scunthorpe United, kiedy to w 26. minucie zmienił Muzzy İzzeta. W Premier League Kilkenny po raz pierwszy zagrał 24 września 2005 w pojedynku przeciwko Liverpoolowi. W 83. minucie tego pojedynku za zagranie piłki ręką w polu karnym został ukarany czerwoną kartką, a piłkarze Liverpoolu wykorzystując jedenastkę doprowadzili do remisu 2:2.
30 lipca 2007 roku Kilkenny po raz drugi w karierze został wypożyczony do Oldham Athletic. 4 stycznia 2008 roku na tej samej zasadzie zasilił Leeds United. W barwach ekipy „The Whites” zadebiutował w zwycięskim 3:0 meczu z Northampton Town, w którym zaliczył asystę przy golu Rui Marquesa i został wybrany przez kibiców najlepszym zawodnikiem tego spotkania.
Następnie Leeds zdecydowało się wykupić go z Birmingham na stałe. Kilkenny 7 stycznia podpisał 3,5-letni kontrakt, a klub z Elland Road zapłacił za niego 150 tysięcy funtów. Pierwszą bramkę dla Leeds Kilkenny zdobył w marcowym pojedynku z Bournemouth.
24 czerwca 2011 podpisał 3-letni kontrakt z Bristol City W listopadzie 2013 został wypożyczony do Preston North End, a w styczniu 2014 został jego zawodnikiem i występował tam do roku 2016. Następnie grał Melbourne City, a w styczniu 2018 przeszedł do Perth Glory.

## Kariera reprezentacyjna
Kilkenny urodził się w Anglii, jednak w młodym wieku razem z rodzicami przeprowadził się do Australii i zamieszkał w mieście Brisbane. Miał możliwość gry w trzech reprezentacjach – Australii, Anglii oraz Irlandii. Przed Mistrzostwami Świata 2006 podjął decyzję o tym, że będzie grał dla zespołu „Socceroos”. W reprezentacji Australii Kilkenny zadebiutował 7 stycznia 2006 roku w rozegranym w Ulm spotkaniu przeciwko Liechtensteinowi. W latach 2007–2008 powoływany był do narodowej drużyny do lat 23. W 2008 roku znalazł się w szerokiej kadrze drużyny narodowej powołanej na obóz przed Igrzyska Olimpijskie w Pekinie i ostatecznie pojechał do Azji. Australijczycy na igrzyskach odpali w rundzie grupowej, w której zajęli trzecie miejsce.